# Kanalflügel

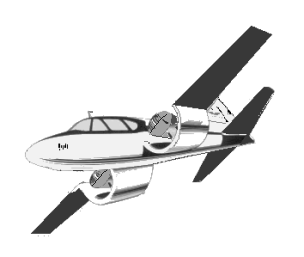
Channel-Wing-Flugzeug CCW-5

Beim Kanalflügel (Kanaltragfläche, Röhrenflügel, engl. Channelwing) handelt es sich um eine von Willard Ray Custer in den 1920er-Jahren entwickelte Tragflächenkonfiguration. Der wichtigste Teil der Tragfläche besteht aus einer nach oben offenen Röhrenhälfte, in der mittig der Motor aufgehängt ist. Der Schubpropeller (Druckschraube) liegt an der Hinterseite des Kanals und damit des Flügels.

## Entwicklung
Im Jahr 1925 beobachtete der fluginteressierte Willard Custer, wie ein komplettes Scheunendach durch einen Sturm angehoben und durch die Luft getragen wurde. Da der Wind nicht unter die Konstruktion hatte greifen können, schloss Custer daraus, dass die hohe Windgeschwindigkeit über dem First einen starken Sog nach oben bewirkt hatte. Seine Beschäftigung mit diesem Phänomen führte schließlich ab 1928 zu ersten Modellen einer neuartigen Tragflächenkonstruktion in Form von halbröhrenförmigen Kanalflügeln anstatt der üblichen Tragflächen. Custer ließ sich diese Konstruktion 1929 patentieren. Er entwickelte die halbröhrenförmigen Channel-Wings weiter und so konnte am 12. November 1942 erstmals die CCW-1 (Custer Channel Wing 1) starten. Custer baute weitere Flugzeuge, zuletzt die CCW-5, die ab 1964 in kleiner Serie produziert wurde.

## Funktionsprinzip

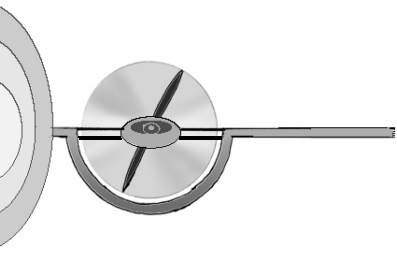
Channel-Wing-Skizze (Ansicht von vorn)

Custer beschrieb als Erster zusammenfassend, dass für den Auftrieb einer Flugzeugtragfläche nicht die Geschwindigkeit verantwortlich ist, mit der die Tragfläche durch die Luft bewegt wird, sondern die Geschwindigkeit der Luft, die über die Tragfläche streicht: „It’s the speed of air, not the airspeed!“ („Es ist die Geschwindigkeit der Luft, nicht die Geschwindigkeit in der Luft“).
Eine Tragfläche funktioniert, stark vereinfacht ausgedrückt, dadurch, dass die Luft oberhalb der Tragfläche einen geringeren Druck hat, als die Luft unterhalb der Tragfläche. Dadurch wird das Flugzeug gewissermaßen nach oben „gesaugt“. Der Druckunterschied entsteht bei herkömmlichen Tragflächen durch die Wölbung der Tragfläche und den Anstellwinkel (Neigung der Tragfläche zum Luftstrom). Daraus resultiert eine Umlenkung der Luft nach unten, was nach dem Prinzip der Impulserhaltung den Auftrieb erzeugt.
Herkömmliche Flugzeuge müssen erst eine gewisse Geschwindigkeit erreichen, bis die Luft ausreichend schnell strömt und die Tragflächen ausreichend Auftrieb für einen Flug erzeugen können.
Die durch den drehenden Propeller beschleunigte Luft wird bei Custers Channel-Wing in einem stabilen Strahl über die Tragflächen nach hinten geleitet. Ein Propeller versucht auf der Saugseite gemäß der Potentialtheorie von allen Seiten gleichmäßig Luft anzusaugen. Da dies aber bei einem Channel-Wing durch die darunter liegende Tragfläche nicht möglich ist, wird im Channel über der Tragfläche ein starker Unterdruck und dadurch Auftrieb erzeugt. Die Geschwindigkeit des Flugzeuges ist hierbei zweitrangig. Das Flugzeug ist somit STOL-fähig (short takeoff and landing).

## Ausblick: Anwendungen und Grenzen

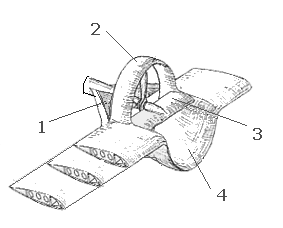
Modifikation der Channelwing – 1 Zusatzklappen im Luftstrom für niedrige Geschwindigkeiten und zusätzlichen Auftrieb – 2 Ringkanal – 3 Oberflügel für Extra-Auftrieb – 4 Custer-Kanal mit Übergang in den Ringkanal

Dem Konzept war bislang kein großer Durchbruch beschieden, obwohl Channelwing-Fluggeräte theoretisch die Fähigkeit zum vertikalen Flug haben sollten. Custer konnte experimentell den enormen Auftrieb nachweisen. Da die Steuerruder aber im Stand nicht ansprachen, benötigten alle gebauten Fluggeräte eine kurze Anlaufstrecke, bis die Steuerruder funktionierten (Beispiel: 61 Meter bei der CCW-1, 20 Meter bei der CCW-2). Keines der Flugzeuge war für reinen vertikalen Flug konstruiert, die geringste Abfluggeschwindigkeit lag bei 20 Meilen/Stunde (32 km/h). Damit wäre ein Einsatz als Buschflieger denkbar. Mit wenigen Veränderungen wäre auch ein vertikaler Flug möglich.
Custer untersuchte die Flugeigenschaften sowohl von reinen Channel-Tragflächen als auch von Channel-Wings mit zusätzlichen, außen liegenden, kurzen Flächen, wie in der obigen Grafik dargestellt. Die Konstruktion funktionierte gut bei niedrigen Geschwindigkeiten. Bei höheren Geschwindigkeiten kam es allerdings bei hohen Drehzahlen des Propellers zu Schwingungen der Tragflächen, was sich auch auf die Zelle übertrug und zu einer starken Lärmbelastung führte. Unter Langzeitbelastung bestand außerdem die Gefahr von strukturellen Ermüdungsbrüchen.
Ein weiterer gravierender Nachteil des Channelwing besteht darin, dass der Auftrieb direkt von der Propellerleistung abhängt. Das heißt u. a., dass der Auftrieb beim Landeanflug (mit gedrosselter Motorleistung) sehr stark abnimmt. Daher sind bei diesem Konzept gute Kurzstart- mit schlechten Kurzlandeeigenschaften verbunden.
Es gibt derzeit noch zwei CCW-Flugzeuge. Die CCW-1 befindet sich im Smithsonian National Air and Space Museum in Suitland, Maryland. Die CCW-5 ist im Mid-Atlantic Air Museum in Pennsylvania, ausgestellt.

## Bisher nach dem Channelwing-Prinzip gebaute Flugzeuge

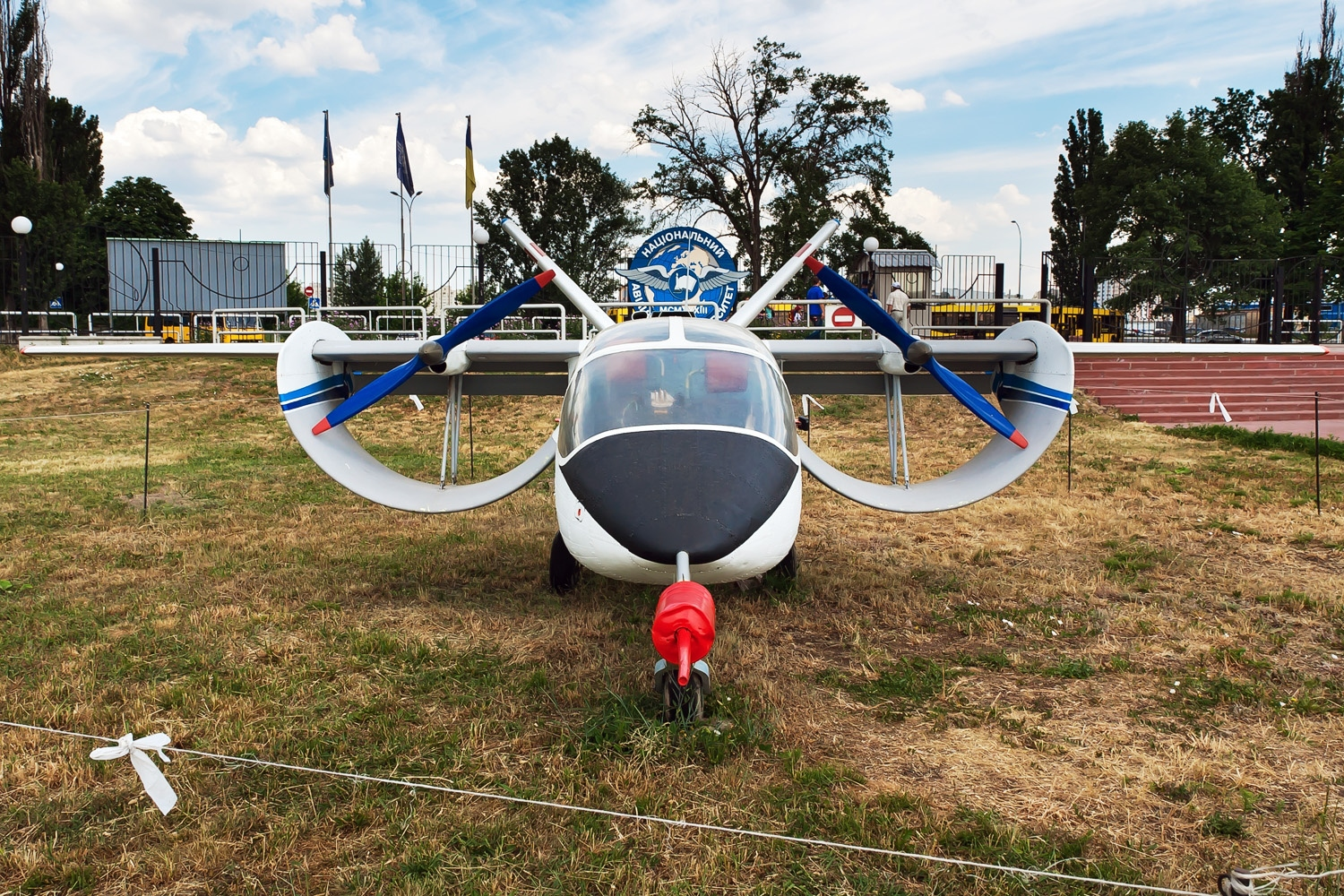
Antonow An-181

| Modelle                | Entwickler           | Firmen                             | ungefähres Baujahr |
| ---------------------- | -------------------- | ---------------------------------- | ------------------ |
| CCW-1                  | Willard Ray Custer   | Custer Channel Wing Corporation    | 1942               |
| CCW-2                  | Willard Ray Custer   | Custer Channel Wing Corporation    | 1948               |
| CCW-3                  | Willard Ray Custer   | Custer Channel Wing Corporation    | 1949–1952          |
| CCW-4                  | Willard Ray Custer   | Custer Channel Wing Corporation    | 1949–1952          |
| CCW-5                  | Willard Ray Custer   | Custer Channel Wing Corporation    | 1953–1964          |
| RF-1 (nicht gesichert) | Hanno Fischer        | Rhein-Flugzeugbau, Mönchengladbach | 1960               |
| P-20 Raider            |                      | Product Development Group          | 1985               |
| P-50 Devastator        |                      | Product Development Group          | 1986               |
| V-22-Osprey-Variante   | nicht fertiggestellt | Product Development Group          | 1988               |
| Antonow An-181         | Pjotr W. Balabujew   | Konstruktionsbüro Antonow          | etwa 1990          |